# KUBOJAH
『PARALLEL WORLD I "KUBOJAH"』（パラレル ワールド ワン クボジャー）は、久保田利伸の企画アルバム。1991年9月21日に、Sony Recordsから発売された。

## 概要
通常のオリジナル・アルバムの路線とは違うコンセプトで制作された企画アルバム。以前の作品には見られなかったレゲエの要素が取り入れられている。
そのため、副題に「PARALLEL WORLD」と冠している。既発曲のリメイクが2曲。タイアップ曲も多くバラエティに溢れ、POPとソウルに富んだ楽曲が並ぶ。
同年11月にリカットされた、2曲目に収録の「雨音」は、シングルジャケット写真が2種類存在する。

## 収録曲
※作詞・作曲：久保田利伸　編曲：柿崎洋一郎（特記以外）　レコーディング・エンジニア：LARRY ALEXANDER
1. Keep On JAMMIN'　5:58
  - 編曲：JEFF BOVA
  - 三菱電機「AVミラクルキャンペーン」CFソング
2. 雨音　4:16
  - 編曲：JEFF BOVA
  - カメリアダイヤモンドCFソング（広東語：許誌安、陳柏宇——《Crazy Rain》）
3. Honey B　4:51
  - 作詞：久保田利伸・清水美恵　編曲：JEFF BOVA
  - カメリアダイヤモンドCFソング
4. Love Like a Rastaman　5:33
  - 「雨音」カップリング曲。
5. 男たちの詩 〜My Yout〜　4:52
  - 編曲：CHRIS CAMERON
6. TELEPHOTO　6:11
7. Just the 2 of Us （Duet with Caron Wheeler）　4:31
  - 作詞・作曲：ビル・ウィザース/ウィリアム・サルター/ラルフ・マクドナルド
  - 編曲：CHRIS CAMERON
8. You were mine （KUBOJAH VERSION）　5:58
  - 作詞：川村真澄 作曲：久保田利伸・羽田一郎　編曲：CHRIS CAMERON
9. 神なるものと薔薇の刺　6:38
10. 北風と太陽 （Bro.HUSSEIN & Bro.BUSH）　4:51
  - 原作詞：川村真澄　KUBOJAH版作詞：久保田利伸　編曲：柿崎洋一郎・久保田利伸
11. JAMAICA 〜この魂のやすらぎ〜　2:25